# Blaberolaelaps
Blaberolaelaps es un género de ácaros perteneciente a la familia  Laelapidae.

## Especies
- Blaberolaelaps beckeri Hunter, Rosario & Flechtmann, 1988
- Blaberolaelaps matthiesensis M. Costa, 1980